# Tele-meer
Het Tele-meer is een zoetwatermeer in het noordoosten van de jungle van Congo-Brazzaville. Het bevindt zich op 1° 20′ NB, 17° 9′ OL . Het moeilijk bereikbare meer zou de woonplaats zijn van een voorhistorisch reptiel, door de inboorlingen Mokele-mbembe genoemd. Rond 1959 zouden pygmeeën er een gevangen en opgegeten hebben.
In het programma "Explorer Super Snake" van National Geographic ging dokter Brady Barr op zoek naar grote slangen in het meer omdat hij dacht dat het meer een uitstekende biotoop voor slangen is. Uiteindelijk vond hij een slang van zo'n 5 meter, en niet de verwachte lengte van 10 meter of meer. Brady ontdekte ook dat het meer een geringe diepte heeft van ongeveer 4 meter.

## Geografie
Het meer is elliptisch, vrijwel rond van vorm, met een lengte van circa 6 en een breedte van circa 5 kilometer. Het ligt op 319 meter boven zeeniveau en wordt omgeven door de moerassige bossen van de Likouala rivier, die geleidelijk over het meer uitbreiden. Mogelijk is het meer ontstaan door een meteorietinslag. Deze veronderstelling is gebaseerd op een magnetische afwijking onder het noordelijk deel van het meer.
Er is geen water-inlaat of uitlaat van belang. Het water is troebel met een hoog gehalte aan organisch materiaal, en met een pH van 4 tamelijk zuur. De moerasbossen rond het meer zijn nog niet uitgebreid onderzocht. Het boek Congo Journey (1996), van de Britse schrijver Redmond O'Hanlon, geeft een beschrijving van zijn reis door Congo naar het Tele-meer op zoek naar Mokèlé-mbèmbé, en beschrijft daarbij de plaatselijke fauna, flora en Congolese culturele gewoonten en relaties met de inheemse pygmeeën.

## Ecologie
Het 4390 km² grote wetlands gebied van het Réserve Communautaire du Lac Télé/Likouala-aux-Herbes is sinds juli 1998 een Ramsargebied.
Onderzoeken uitgevoerd door de Wildlife Conservation Society in 2006 en 2007 ontdekten meer dan 100.000 niet eerder waargenomen gorilla's. Zij leven in de bossen van het Réserve Communautaire du Lac Télé en de aangrenzende drogere bossen met Macaranga-boomsoorten.
Abayameer · Abbemeer · Abijattameer · Afrerameer · Albertmeer · Assalmeer · Awasameer · Bamendjingmeer · Bangweulumeer · Baringomeer · Basakameer · Bittermeren · Cahora Bassa · Chamomeer · Delcommunemeer · Edwardmeer · Fitrimeer · Georgemeer · Guiersmeer · Hajkmeer · Kabambameer · Kabelemeer · Kabwemeer · Karibameer · Kisalemeer · Kitshomponshimeer · Kivumeer · Kokameer · Kyogameer · Lac Rose · Langanomeer · Mai-Ndombemeer · Manantalimeer · Malawimeer · Manyekemeer · Mofwelagune · Mwerumeer · Mweru-Wantipameer · Naivashameer · Nakurumeer · Nassermeer ·   Nyosmeer · Nzilomeer · Shalameer · Tanameer · Tanganyikameer · Tele-meer · Toshkameren · Tshangalelemeer · Tsjaadmeer · Tumbameer · Turkanameer · Upembameer · Victoriameer · Voltameer · Walilupemeer · Zimbambomeer · Ziwaymeer